# Улица Капитана Копытова
Улица Капитана Копытова — улица в Первомайском округе города Мурманска. Район расположения улицы — бывший поселок Южное Нагорное, один из старейших микрорайонов города, полностью перестроенный в 70—80-х годах XX века.
Улица Капитана Копытова начинается от перекрёстка с Кольским проспектом. Направление улицы с северо-запада на юго-восток. Улица полого поднимается вдоль русла безымянного ручья, вытекающего из озера Глубокого, и разделяет 308-й и 309-й кварталы на севере от 311-го и 313-го на юге. Практически в конце улицы с юга примыкает проезд Михаила Бабикова, после которого подъём улицы становится более крутым. Оканчивается на перекрёстке с улицами Героев Рыбачьего и Шабалина. Последняя является продолжением улицы Капитана Копытова и совместно с ней соединяет Кольский проспект с автодорогой «Кола» через Восточно-Объездную дорогу. Одна из самых южных улиц в городе. Длина улицы около 0,9 км.
Улица № 13 возникла в начале 1970-х годов при строительстве 311-го микрорайона города. По ходатайству общественности Мурманска в августе 1972 года получила название улица им. капитана Копытова С. Д. в честь советского капитана тралового флота Степана Дмитриевича Копытова. 18 апреля 2014 постановлением администрации города Мурманска официально утверждено название — улица Капитана Копытова, использовавшееся и ранее.

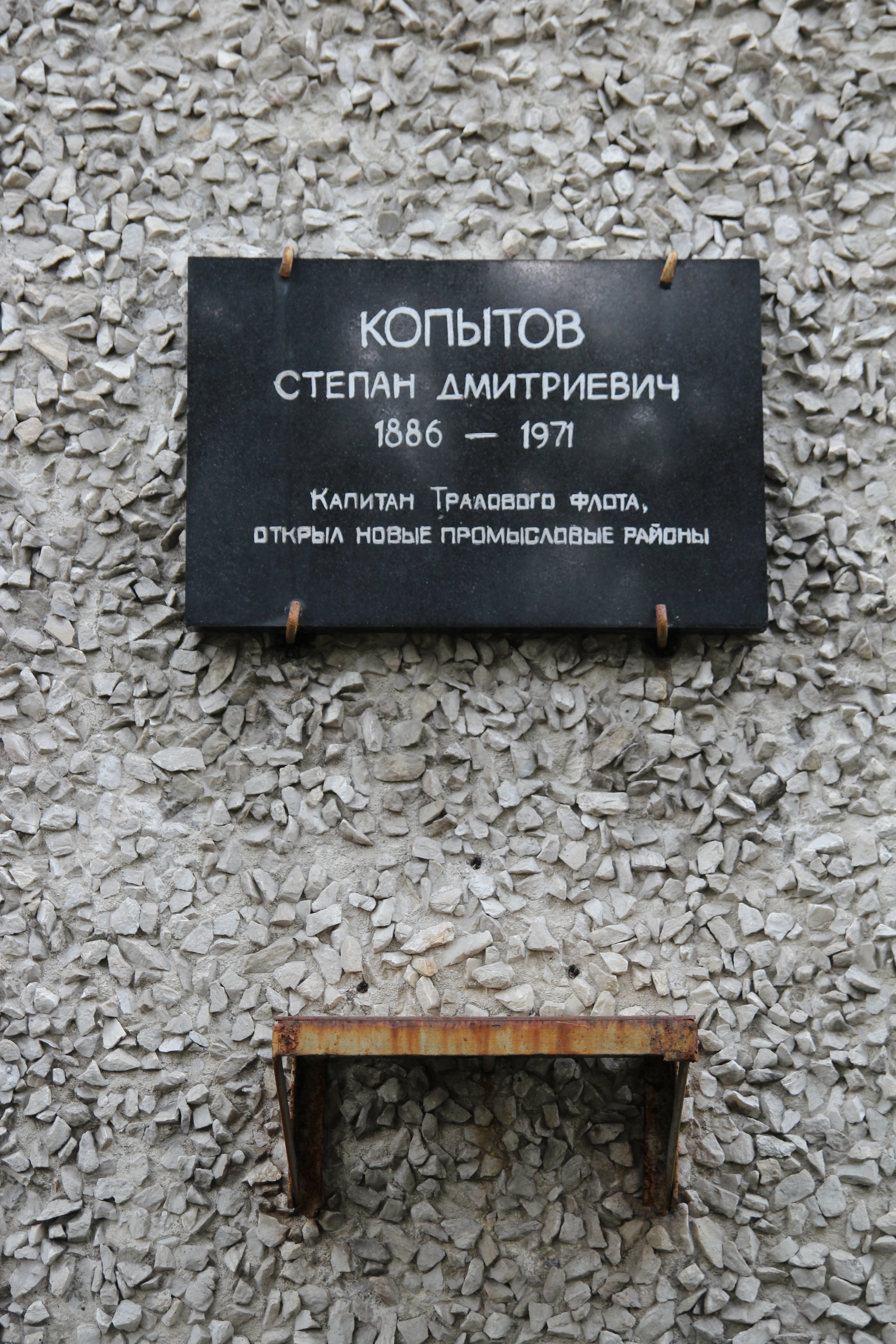
Мемориальная доска С. Д. Копытову

Застройка улицы Капитана Копытова выполнена панельными жилыми домами, в основном пятиэтажными брежневками (дома № 48-50 девятиэтажные), объединёнными в скобы. Около 45 многоквартирных домов расположены по юго-восточной стороне проезда. На северо-западной стороне улицы зданий нет, здесь в овраге протекает безымянный ручей, в 2021 году оборудована зелёная зона. Большая часть зданий относится к 311-му микрорайону, дома 46-50 более поздней постройки относятся к 313-му микрорайону. При застройке улицы на ней были открыты отделение связи, библиотека, школа № 22 (открыта 1 сентября 1974), несколько детских садов, аптека, парикмахерская и магазины. В здании № 42 в советское время работал зал игровых автоматов (в настоящее время детский творческий клуб «Орбита»). На этом же доме была открыта мемориальная доска С. Д. Копытову.
Долгое время над улицей шефствовали докеры морского рыбного порта.
Общественный транспорт на улице представлен автобусными и троллейбусными маршрутами. На улице находится 2 остановки: «Фадеев ручей» и «Улица Капитана Копытова». На 2021 год на обеих остановках останавливаются автобусы городских маршрутов № 5, 10, 10А, 19, 27, 51, 53 и пригородных № 104 и № 117 до посёлков Шонгуй и Молочный соответственно; а также троллейбусы маршрутов № 6 и № 10. 
Троллейбусное движение по улице пущено в 1978 году. На пересечении с улицей Героев Рыбачьего было организовано разворотное кольцо. В 1988 году троллейбусные линии продлили до конца улицы Героев Рыбачьего, старое кольцо осталось резервным.